# Ločevci
Ločevci (en serbe cyrillique : Лочевци) est un village de Serbie situé dans la municipalité de Gornji Milanovac, district de Moravica. Au recensement de 2011, il comptait 76 habitants.
Ločevci est situé à proximité de Takovo, localité dans laquelle le prince Miloš Ier Obrenović a lancé le second soulèvement serbe contre les Turcs en 1815.

## Démographie
| 1948 | 1953 | 1961 | 1971 | 1981 | 1991 | 2002 | 2011 |
| ---- | ---- | ---- | ---- | ---- | ---- | ---- | ---- |
| 218  | 210  | 171  | 168  | 132  | 94   | 90   | 76   |

|  |